# امبروس، شهرستان مودوک، کالیفرنیا
امبروس، شهرستان موداک، کالیفرنیا (به انگلیسی: Ambrose, Modoc County, California) یک منطقهٔ مسکونی در ایالات متحده آمریکا است که در کالیفرنیا واقع شده‌است.

## خصوصیات
امبروس ۱٬۵۱۵ متر بالاتر از سطح دریا واقع شده‌است.